# Agrupació Europea de Caixes d'Estalvis
L'Agrupació Europea de Caixes d'Estalvis, oficialment i en anglès European Savings Banks Group és una associació bancària europea que representa 26 membres de 26 països (UE i no UE), que comprenen aproximadament 870 estalvis individuals i els bancs minoristes. Aquestes institucions operen 84.000 sucursals i donen feina a 971.000 persones. Al començament de 2006, els actius totals dels membres d'AECA van ascendir a 5.216.000 de € i el total de préstecs no bancaris de 2.685 milions de €.
L'Agrupació Europea de Caixes d'Estalvis va ser fundada el 1963 com el "Grup de Caixes d'Estalvis de la Comunitat Econòmica Europea». L'associació va canviar el seu nom pel de Grup Europeu de Caixes d'Estalvis el 1988. AECA és l'organització germana de l'Institut Mundial de Caixes d'Estalvis. Les dues organitzacions es gestionen a Brussel·les a l'Oficina Conjunta de IMCA-AECA.
AECA representa els interessos dels seus membres davant vis les institucions de la UE i fomenten la cooperació entre ells. Amb aquesta finalitat, es defineix i expressa la posició dels seus membres en assumptes relacionats amb la indústria europea de serveis financers. Publica articles d'investigació i estudis sobre l'evolució de la legislació i el mercat de la banca minorista a Europa, sobretot en comparació amb altres mercats. AECA també proporciona consultoria tècnica en col·laboració amb els organismes multilaterals i ofereix formació als seus membres.